# Lekkoatletyka na Letnich Igrzyskach Olimpijskich 1924 – bieg na 100 m mężczyzn
Bieg na 100 m mężczyzn był jedną z konkurencji lekkoatletycznych na Letnich Igrzyskach Olimpijskich 1924. Zawody odbyły się w dniach 6-7 lipca. W zawodach uczestniczyło 86 zawodników z 34 państw.

## Rekordy
| Rekord świata     | 10,4 s | Charles Paddock   | Redlands, (USA)  | 23 kwietnia 1921 |
| Rekord olimpijski | 10,6 s | Donald Lippincott | Sztokholm, (SWE) | 6 lipca 1912     |

## Wyniki

### Runda 1
Dwóch najszybszych zawodników z każdego biegu awansowało do ćwierćfinałów.
Bieg 1
| Miejsce | Zawodnik        | Państwo           | Wynik | Kwal. |
| ------- | --------------- | ----------------- | ----- | ----- |
| 1       | Loren Murchison | Stany Zjednoczone | 10,8  | Q     |
| 2       | Arthur Porritt  | Nowa Zelandia     | 10,9  | Q     |
| 3       | Camilo Rivas    | Argentyna         |       |       |
| 4       | Mariano Aguilar | Meksyk            |       |       |
| 5       | Alberto Jurado  | Ekwador           |       |       |

Bieg 2
| Miejsce | Zawodnik          | Państwo        | Wynik | Kwal. |
| ------- | ----------------- | -------------- | ----- | ----- |
| 1       | Cyril Coaffee     | Kanada         | 11,0  | Q     |
| 2       | Ernesto Bonacina  | Włochy         | 11,2  | Q     |
| 3       | Mogens Truelsen   | Dania          |       |       |
| 4       | Gentil dos Santos | Portugalia     |       |       |
| 5       | Alois Linka       | Czechosłowacja | 11,6  |       |

Bieg 3
| Miejsce | Zawodnik         | Państwo           | Wynik | Kwal. |
| ------- | ---------------- | ----------------- | ----- | ----- |
| 1       | Charles Paddock  | Stany Zjednoczone | 11,2  | Q     |
| 2       | Oto Seviško      | Łotwa             | 11,8  | Q     |
| 3       | Ferdinand Kaindl | Austria           |       |       |

Bieg 4
| Miejsce | Zawodnik              | Państwo   | Wynik | Kwal. |
| ------- | --------------------- | --------- | ----- | ----- |
| 1       | Maurice Degrelle      | Francja   | 11,0  | Q     |
| 2       | Reijo Halme           | Finlandia | 11,1  | Q     |
| 3       | Frederik Lamp         | Holandia  |       |       |
| 4       | Friedrich Schedl      | Austria   |       |       |
| 5       | Władysław Dobrowolski | Polska    | 11,5  |       |
| 6       | Rauf Hasağası         | Turcja    |       |       |

Bieg 5
| Miejsce | Zawodnik         | Państwo           | Wynik | Kwal. |
| ------- | ---------------- | ----------------- | ----- | ----- |
| 1       | Lajos Kurunczy   | Węgry             | 11,4  | Q     |
| 2       | Johans Oja       | Łotwa             |       | Q     |
| 3       | Henricus Cockuyt | Belgia            |       |       |
| 4       | Will Hildreth    | Indie Brytyjskie  |       |       |
| 5       | Lawrence Betts   | Południowa Afryka |       |       |

Bieg 6
| Miejsce | Zawodnik              | Państwo           | Wynik | Kwal. |
| ------- | --------------------- | ----------------- | ----- | ----- |
| 1       | Harry Broos           | Holandia          | 11,0  | Q     |
| 2       | George Dunston        | Południowa Afryka | 11,2  | Q     |
| 3       | Antonín Svoboda       | Czechosłowacja    | 11,3  |       |
| 4       | Poul Schiang          | Dania             | 11,5  |       |
| 5       | José-María Larrabeiti | Hiszpania         | 11,6  |       |
| 6       | David Nepomuceno      | Filipiny          |       |       |

Bieg 7
| Miejsce | Zawodnik            | Państwo         | Wynik | Kwal. |
| ------- | ------------------- | --------------- | ----- | ----- |
| 1       | Lancelot Royle      | Wielka Brytania | 11,0  | Q     |
| 2       | Giovanni Frangipane | Włochy          | 11,1  | Q     |
| 3       | André Théard        | Haiti           | 11,2  |       |
| 4       | Juan Junqueras      | Hiszpania       | 11,3  |       |
| 5       | Zygmunt Weiss       | Polska          | 11,4  |       |

Bieg 8
| Miejsce | Zawodnik            | Państwo         | Wynik | Kwal. |
| ------- | ------------------- | --------------- | ----- | ----- |
| 1       | Walter Rangeley     | Wielka Brytania | 11,0  | Q     |
| 2       | Rinus van den Berge | Holandia        | 11,1  | Q     |
| 3       | Diego Ordóñez       | Hiszpania       |       |       |
| 4       | David Moriaud       | Szwajcaria      |       |       |
| 5       | Karel Pott          | Portugalia      |       |       |
| 6       | Miguel Enrico       | Argentyna       |       |       |

Bieg 9
| Miejsce | Zawodnik              | Państwo   | Wynik | Kwal. |
| ------- | --------------------- | --------- | ----- | ----- |
| 1       | Albert Heisé          | Francja   | 11,2  | Q     |
| 2       | Gusztáv Rózsahegyi    | Węgry     | 11,3  | Q     |
| 3       | Lauri Härö            | Finlandia | 11,3  |       |
| 4       | Curt Wiberg           | Szwecja   | 11,4  |       |
| 5       | Alexandros Papafingos | Grecja    |       |       |

Bieg 10
| Miejsce | Zawodnik                | Państwo         | Wynik | Kwal. |
| ------- | ----------------------- | --------------- | ----- | ----- |
| 1       | Wilfred Nichol          | Wielka Brytania | 11,0  | Q     |
| 2       | Paul Brochart           | Belgia          | 11,1  | Q     |
| 3       | Laurence Armstrong      | Kanada          |       |       |
| 4       | Konstantinos Pantelidis | Grecja          |       |       |
| 5       | Gvido Jekals            | Łotwa           |       |       |

Bieg 11
| Miejsce | Zawodnik         | Państwo           | Wynik | Kwal. |
| ------- | ---------------- | ----------------- | ----- | ----- |
| 1       | Chester Bowman   | Stany Zjednoczone | 11,0  | Q     |
| 2       | Walter Strebi    | Szwajcaria        | 11,2  | Q     |
| 3       | James Hall       | Indie Brytyjskie  | 11,3  |       |
| 4       | Bror Österdahl   | Szwecja           | 11,3  |       |
| 5       | Félix Escobar    | Argentyna         |       |       |
| 6       | Herminio Ahumada | Meksyk            |       |       |

Bieg 12
| Miejsce | Zawodnik            | Państwo    | Wynik | Kwal. |
| ------- | ------------------- | ---------- | ----- | ----- |
| 1       | George Hester       | Kanada     | 11,2  | Q     |
| 2       | Johannes van Kampen | Holandia   | 11,2  | Q     |
| 3       | Karl Borner         | Szwajcaria |       |       |
| 4       | William Lowe        | Irlandia   |       |       |
| 5       | László Muskát       | Węgry      |       |       |
| -       | Eugène Moetbeek     | Belgia     | DSQ   |       |

Bieg 13
| Miejsce | Zawodnik         | Państwo           | Wynik | Kwal. |
| ------- | ---------------- | ----------------- | ----- | ----- |
| 1       | Jackson Scholz   | Stany Zjednoczone | 10,8  | Q     |
| 2       | Paul Hammer      | Luksemburg        | 11,3  | Q     |
| 3       | Terence Pitt     | Indie Brytyjskie  | 11,3  |       |
| 4       | Knut Russell     | Szwecja           | 11,3  |       |
| 5       | Reinhold Kesküll | Estonia           | 11,5  |       |

Bieg 14
| Miejsce | Zawodnik        | Państwo         | Wynik | Kwal. |
| ------- | --------------- | --------------- | ----- | ----- |
| 1       | Harold Abrahams | Wielka Brytania | 11,0  | Q     |
| 2       | Slip Carr       | Australia       | 11,0  | Q     |
| 3       | Sasago Tani     | Japonia         |       |       |
| 4       | Anton Husgafvel | Finlandia       |       |       |
| 5       | Álvaro Ribeiro  | Brazylia        |       |       |
| 6       | Şekip Engineri  | Turcja          |       |       |

Bieg 15
| Miejsce | Zawodnik      | Państwo    | Wynik | Kwal. |
| ------- | ------------- | ---------- | ----- | ----- |
| 1       | André Mourlon | Francja    | 11,0  | Q     |
| 2       | Enrico Torre  | Włochy     | 11,2  | Q     |
| 3       | Joseph Hilger | Luksemburg |       |       |

Bieg 16
| Miejsce | Zawodnik           | Państwo   | Wynik | Kwal. |
| ------- | ------------------ | --------- | ----- | ----- |
| 1       | Félix Mendizábal   | Hiszpania | 11,4  | Q     |
| 2       | Anthony Vince      | Kanada    | 11,4  | Q     |
| 3       | Vittorio Zucca     | Włochy    | 11,5  |       |
| 4       | Stanisław Sośnicki | Polska    | 11,6  |       |
| 5       | Artūrs Gedvillo    | Łotwa     |       |       |

Bieg 17
| Miejsce | Zawodnik            | Państwo   | Wynik | Kwal. |
| ------- | ------------------- | --------- | ----- | ----- |
| 1       | Ferenc Gerő         | Węgry     | 11,0  | Q     |
| 2       | René Mourlon        | Francja   | 11,0  | Q     |
| 3       | Väinö Eskola        | Finlandia | 11,1  |       |
| 4       | Aleksander Szenajch | Polska    |       |       |

### Ćwierćfinały
Dwóch najszybszych zawodników z każdego ćwierćfinału awansowało do półfinału.
Ćwierćfinał 1
| Miejsce | Zawodnik            | Państwo           | Wynik | Kwal. |
| ------- | ------------------- | ----------------- | ----- | ----- |
| 1       | Loren Murchison     | Stany Zjednoczone | 10,8  | Q     |
| 2       | Giovanni Frangipane | Włochy            | 11,0  | Q     |
| 3       | Harry Broos         | Holandia          | 11,1  |       |
| 4       | Paul Hammer         | Luksemburg        | 11,1  |       |
| 5       | Reijo Halme         | Finlandia         | 11,1  |       |
| 6       | Anthony Vince       | Kanada            |       |       |

Ćwierćfinał 2
| Miejsce | Zawodnik        | Państwo           | Wynik | Kwal. |
| ------- | --------------- | ----------------- | ----- | ----- |
| 1       | Chester Bowman  | Stany Zjednoczone | 10,8  | Q     |
| 2       | Arthur Porritt  | Nowa Zelandia     | 10,9  | Q     |
| 3       | Walter Rangeley | Wielka Brytania   | 11,0  |       |
| 4       | René Mourlon    | Francja           | 11,0  |       |
| 5       | Lajos Kurunczy  | Węgry             | 11,0  |       |
| 6       | Enrico Torre    | Włochy            |       |       |

Ćwierćfinał 3
| Miejsce | Zawodnik            | Państwo         | Wynik | Kwal. |
| ------- | ------------------- | --------------- | ----- | ----- |
| 1       | Cyril Coaffee       | Kanada          | 10,8  | Q     |
| 2       | Wilfred Nichol      | Wielka Brytania | 11,0  | Q     |
| 3       | André Mourlon       | Francja         | 11,1  |       |
| 4       | Rinus van den Berge | Holandia        |       |       |
| 5       | Jānis Oja           | Łotwa           |       |       |
| 6       | Walter Strebi       | Szwajcaria      | DNS   |       |

Ćwierćfinał 4
| Miejsce | Zawodnik         | Państwo         | Wynik | Kwal. |
| ------- | ---------------- | --------------- | ----- | ----- |
| 1       | Harold Abrahams  | Wielka Brytania | 10,6  | Q =OR |
| 2       | Gordon Hester    | Kanada          | 10,7  | Q     |
| 3       | Ferenc Gerő      | Węgry           |       |       |
| 4       | Albert Heisé     | Francja         |       |       |
| 5       | Ernesto Bonacina | Włochy          |       |       |
| 6       | Félix Mendizábal | Hiszpania       |       |       |

Ćwierćfinał 5
| Miejsce | Zawodnik            | Państwo           | Wynik | Kwal. |
| ------- | ------------------- | ----------------- | ----- | ----- |
| 1       | Charles Paddock     | Stany Zjednoczone | 10,8  | Q     |
| 2       | Maurice Degrelle    | Francja           | 11,0  | Q     |
| 3       | Johannes van Kampen | Holandia          |       |       |
| 4       | George Dunston      | Południowa Afryka |       |       |
| 5       | Gusztáv Rózsahegyi  | Węgry             |       |       |

Ćwierćfinał 6
| Miejsce | Zawodnik       | Państwo           | Wynik | Kwal. |
| ------- | -------------- | ----------------- | ----- | ----- |
| 1       | Jackson Scholz | Stany Zjednoczone | 10,8  | Q     |
| 2       | Slip Carr      | Australia         | 10,9  | Q     |
| 3       | Lancelot Royle | Wielka Brytania   |       |       |
| 4       | Paul Brochart  | Belgia            |       |       |
| 5       | Oto Seviško    | Łotwa             |       |       |

### Półfinały
Trzech najszybszych zawodników z każdego półfinału awansowało do finału.
Półfinał 1
| Miejsce | Zawodnik         | Państwo           | Wynik | Kwal. |
| ------- | ---------------- | ----------------- | ----- | ----- |
| 1       | Jackson Scholz   | Stany Zjednoczone | 10,8  | Q     |
| 2       | Arthur Porritt   | Nowa Zelandia     | 11,1  | Q     |
| 3       | Loren Murchison  | Stany Zjednoczone | 11,2  | Q     |
| 4       | Wilfred Nichol   | Wielka Brytania   | 11,3  |       |
| 5       | Maurice Degrelle | Francja           | 11,4  |       |
| 6       | Gordon Hester    | Kanada            | 11,5  |       |

Półfinał 2
| Miejsce | Zawodnik            | Państwo           | Wynik | Kwal. |
| ------- | ------------------- | ----------------- | ----- | ----- |
| 1       | Harold Abrahams     | Wielka Brytania   | 10,6  | Q =OR |
| 2       | Charles Paddock     | Stany Zjednoczone | 10,7  | Q     |
| 3       | Chester Bowman      | Stany Zjednoczone | 10,7  | Q     |
| 4       | Slip Carr           | Australia         | 10,7  |       |
| 5       | Cyril Coaffee       | Kanada            | 10,8  |       |
| 6       | Giovanni Frangipane | Włochy            | 11,2  |       |

### Finał
| Miejsce | Tor | Zawodnik        | Państwo           | Wynik    |
| ------- | --- | --------------- | ----------------- | -------- |
| 1       | 4   | Harold Abrahams | Wielka Brytania   | 10,6 =OR |
| 2       | 3   | Jackson Scholz  | Stany Zjednoczone | 10,7     |
| 3       | 6   | Arthur Porritt  | Nowa Zelandia     | 10,8     |
| 4       | 5   | Chester Bowman  | Stany Zjednoczone | 10,9     |
| 5       | 1   | Charles Paddock | Stany Zjednoczone | 10,9     |
| 6       | 2   | Loren Murchison | Stany Zjednoczone | 11,0     |